# سیاست در بلژیک
سیاست در بلژیک در چارچوب یک پادشاهی مشروطه، دموکراسی نمایندگی و فدرال انجام می‌شود. در کشور بلژیک، پادشاه، رئیس کشور است و نخست‌وزیر بلژیک، رئیس دولت محسوب می‌شود. حکومت به‌صورت چندحزبی اداره می‌شود و قدرت اجرایی در اختیار دولت است. قوه مقننه میان دولت و دو مجلس پارلمان فدرال بلژیک (یعنی سنا و مجلس نمایندگان) تقسیم شده‌است.
بلژیک از سه جامعهٔ زبانی (هلندی‌زبان، فرانسوی‌زبان و آلمانی‌زبان) و سه منطقهٔ جغرافیایی (فلاندر، والون و بروکسل) تشکیل شده‌است که هرکدام دارای دولت و پارلمان مستقل هستند.
پادشاه فیلیپ از ۲۱ ژوئیه ۲۰۱۳ میلادی پادشاه بلژیک است.
از دهه ۱۹۷۰، بیشتر احزاب بلژیکی به شاخه‌های هلندی‌زبان و فرانسوی‌زبان تقسیم شده‌اند. احزاب اصلی معمولاً در سه خانوادهٔ سیاسی جای می‌گیرند: لیبرالهای راست‌گرا، دموکرات‌های مسیحی محافظه‌کار اجتماعی، و سوسیالیستهای چپ‌گرا. در سال‌های اخیر، احزاب سبز و احزاب ملی‌گرا (به‌ویژه در فلاندر) نیز قدرت گرفته‌اند.
سیاست بلژیک همچنین تحت تأثیر گروه‌های فشار مانند اتحادیه‌های کارگری و سازمان‌های کارفرمایی از جمله فدراسیون شرکت‌های بلژیکی قرار دارد. با وجود اصل حکومت اکثریت، فرایند تصمیم‌گیری غالباً حالتی کنفدرال به خود می‌گیرد که در آن اقلیت فرانسوی‌زبان‌ها دارای اختیارات حمایتی ویژه مانند اکثریت دوسوم و اکثریت در هر جامعه هستند.
طبق شاخص دموکراسی V-Dem، بلژیک در سال ۲۰۲۳ هشتمین کشور دموکراتیک انتخاباتی در جهان شناخته شد.

## قانون اساسی
قانون اساسی بلژیک که پایهٔ نظام سیاسی این کشور است، در تاریخ ۷ فوریه ۱۸۳۱ تصویب شد. این قانون چندین بار اصلاح شده‌است که مهم‌ترین اصلاحات آن در سال‌های ۱۹۷۰ و ۱۹۹۳ انجام گرفته‌است.
در سال ۱۹۷۰، در پی تنش‌های فزاینده میان جوامع هلندی‌زبان و فرانسوی‌زبان، دولت اعلام کرد که «ساختار دولت واحد مندرج در قانون دیگر کارایی ندارد.» در نتیجه، قانون اساسی جدید وجود تفاوت‌های فرهنگی و منطقه‌ای را به رسمیت شناخت و قدرت را میان جوامع و مناطق تقسیم کرد.

## حکومت

### قوه مجریه

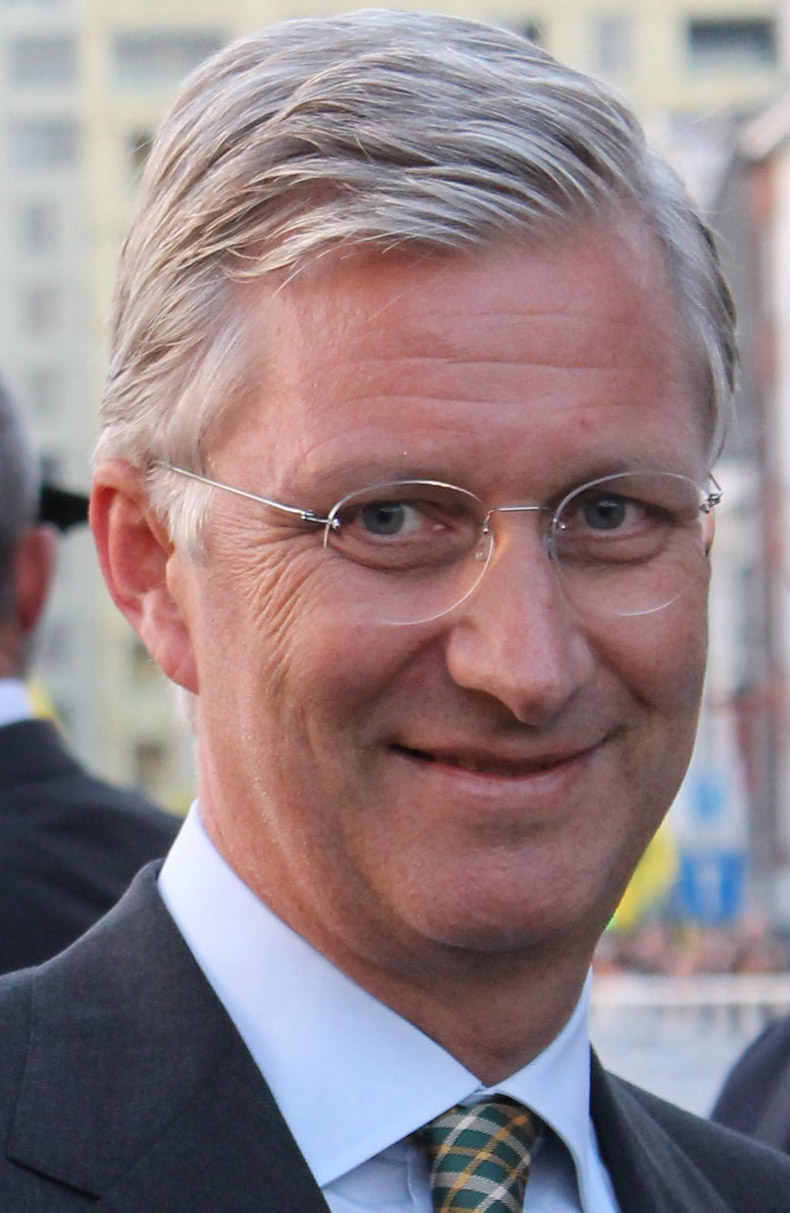
فیلیپ، پادشاه بلژیک از ۲۰۱۳

| سمت      | نام         | حزب  | آغاز          |
| -------- | ----------- | ---- | ------------- |
| شاه      | فیلیپ       | —    | ۲۱ ژوئیه ۲۰۱۳ |
| نخست‌وزیر | بارت دی وور | N-VA | ۳ فوریه ۲۰۲۵  |

#### پادشاه، رئیس کشور
بلژیک یک پادشاهی مشروطه است و پادشاه رئیس کشور است و تا پایان عمر در این مقام باقی می‌ماند. وظایف وی در قانون اساسی بلژیک و قوانین وابسته مشخص شده‌است و نقشی عمدتا نمادین و تشریفاتی ایفا می‌کند و سمبل وحدت ملی به‌شمار می‌رود. به عنوان یک سلطنت مردمی، عنوان رسمی پادشاه «پادشاه بلژیکی‌ها» (Roi des Belges، Koning der Belgen، König der Belgier) است. سلطنت در بلژیک موروثی است و از طریق وراثت سلطنتی ادامه می‌یابد.
پادشاه بر اساس قانون اساسی، اختیارات محدودی دارد و تصمیمات او تنها زمانی مشروع است که با امضای یک وزیر دولت همراه باشد. در واقع، مسئولیت حقوقی تصمیم‌های سلطنتی بر دوش وزراست، نه پادشاه. پادشاه بلژیکی‌ها یکی از نهادهای وحدت‌بخش در کشوری است که دارای سه زبان رسمی و ساختار فدرالی پیچیده‌ای است. نقش سیاسی وی عمدتاً به تعیین یک رهبر سیاسی برای تشکیل دولت پس از انتخابات یا استعفای دولت محدود می‌شود. همچنین در صورت رأی عدم اعتماد سازنده از سوی مجلس نمایندگان، پادشاه موظف به انتصاب نخست‌وزیر جدید مطابق با رأی مجلس است.

##### نقش سیاسی
پادشاه بلژیک نقش مهمی در روند تشکیل دولت دارد. پس از هر انتخابات عمومی، او با رهبران احزاب سیاسی مشورت کرده و اشخاصی را به‌عنوان اطلاع‌دهنده (informateur) و شکل‌دهنده (formateur) تعیین می‌کند تا مسیر تشکیل دولت ائتلافی را هموار کنند. در نهایت، او نخست‌وزیر پیشنهادی را منصوب می‌کند. با وجود این نقش، پادشاه باید بی‌طرفی سیاسی خود را حفظ کند و تصمیم‌گیری‌های واقعی در سطح پارلمان و دولت انجام می‌شود.

##### وظایف رسمی
برخی از مهم‌ترین وظایف رسمی پادشاه عبارتند از:
- انتصاب نخست‌وزیر و اعضای شورای وزیران
- امضای قوانین مصوب پارلمان و صدور فرمان‌های سلطنتی
- شرکت در دیدارهای دیپلماتیک و نمایندگی از کشور در سطح بین‌المللی
- ایفای نقش نمادین در مناسبت‌های ملی مانند روز ملی بلژیک (۲۱ ژوئیه)

##### پادشاه کنونی
پادشاه کنونی بلژیک، فیلیپ، در ۲۱ ژوئیه ۲۰۱۳ پس از کناره‌گیری پدرش آلبرت دوم، به سلطنت رسید. او هفتمین پادشاه بلژیکی‌ها از زمان استقلال این کشور در سال ۱۸۳۰ است. در زمان سلطنت او، بلژیک شاهد چالش‌های سیاسی متعددی، از جمله بحران‌های طولانی‌مدت در تشکیل دولت بوده است.
فیلیپ به دلیل شخصیت آرام، تحصیلات در خارج از کشور، و رویکرد بی‌طرفانه‌اش در عرصهٔ سیاست، معمولاً به‌عنوان چهره‌ای نمادین برای اتحاد ملی در یک کشور چندفرهنگی در نظر گرفته می‌شود.

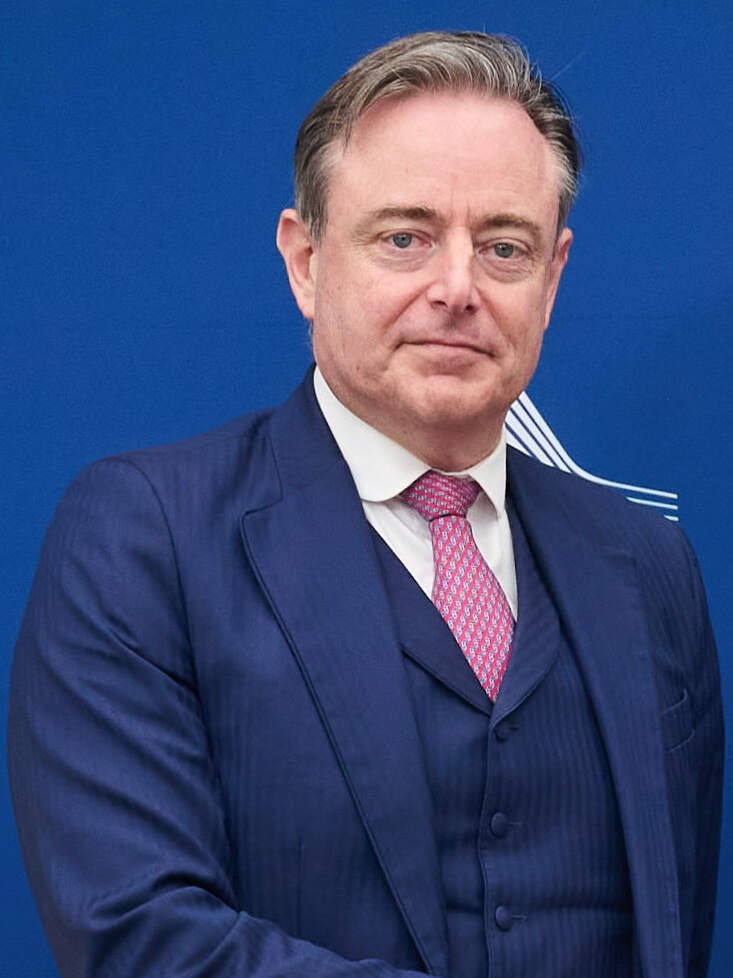
بارت دی وور، نخست‌وزیر از ۲۰۲۵

#### دولت فدرال
قدرت اجرایی در سطح فدرال در اختیار نخست‌وزیر و وزرای دولت فدرال است که شورای وزیران را تشکیل می‌دهند. در کنار آن‌ها، دبیران دولتی نیز حضور دارند که معاونان وزرا هستند ولی عضو شورای وزیران محسوب نمی‌شوند.
وزرا توسط پادشاه منصوب می‌شوند اما در عمل، از میان اعضای احزاب تشکیل‌دهنده ائتلاف دولت انتخاب می‌شوند. دولت فدرال باید از حمایت مجلس نمایندگان برخوردار باشد.
تعداد وزرا (به‌جز نخست‌وزیر) نمی‌تواند از ۱۵ نفر بیشتر باشد و باید تعادل زبانی میان وزرای هلندی‌زبان و فرانسوی‌زبان رعایت شود. فقط نخست‌وزیر می‌تواند استثنایی باشد.

#### دولت‌های منطقه‌ای و جامعه‌ای
پارلمان‌ها و دولت‌های مناطق و جوامع صلاحیت‌هایی همچون حمل‌ونقل، آموزش، بهداشت، فرهنگ، مسکن، محیط زیست، و سیاست اقتصادی محلی دارند. آن‌ها می‌توانند وام بگیرند و در برخی حوزه‌ها معاهدات بین‌المللی منعقد کنند. با این حال، بیش از ۸۰٪ بودجه آن‌ها از طریق دولت فدرال تأمین می‌شود و اختیارات مالیاتی مستقلی ندارند.
طبق قانون اساسی، لیستی از صلاحیت‌های خاص دولت فدرال باید تنظیم شود، اما این لیست هرگز تدوین نشده‌است. در نتیجه، دولت فدرال همچنان صلاحیت‌هایی را که به‌طور مشخص واگذار نشده‌اند، اعمال می‌کند.
احزاب فلمنکی خواهان اختیارات بیشتر و خودمختاری مالی هستند، در حالی‌که احزاب فرانسوی‌زبان تمایل به حفظ کنترل دولتی دارند.
تا اکتبر ۲۰۱۹، دولت‌های منطقه‌ای و جامعه‌ای به شرح زیر هستند:
- دولت فلاندری (منطقه‌ای و جامعه‌ای): یان یامبون (N-VA)
- جامعه فرانسوی‌زبان: پیر-ایو ژوله (MR)
- منطقه والون: الیو دی روپو (PS)
- منطقه پایتخت بروکسل: رودی وروورت (PS)
- جامعه آلمانی‌زبان: اولیور پاش (ProDG)

#### دولت‌های استانی و محلی
دو ناحیه بزرگ فلاندر و والون هرکدام به پنج استان تقسیم شده‌اند. بروکسل مستقیماً به ۱۹ شهرداری تقسیم می‌شود. در مجموع، بلژیک دارای ۵۸۱ شهرداری است. اداره استان‌ها و شهرداری‌ها از صلاحیت‌های اختصاصی مناطق است.
در بروکسل، همچنین نهادهایی از سوی دو جامعه زبانی (COCOF برای فرانسوی زبان‌ها و VGC برای فلاندری‌ها) در زمینه‌های فرهنگی فعالیت دارند. نهاد مشترک دیگری نیز به نام کمیسیون مشترک جامعه‌ای (COCOM) وجود دارد که به موضوعات مشترک دو جامعه رسیدگی می‌کند.

### قوه مقننه
قدرت قانون‌گذاری در بلژیک میان سطوح ملی (فدرال)، منطقه‌ای و جامعه‌ای تقسیم شده‌است.

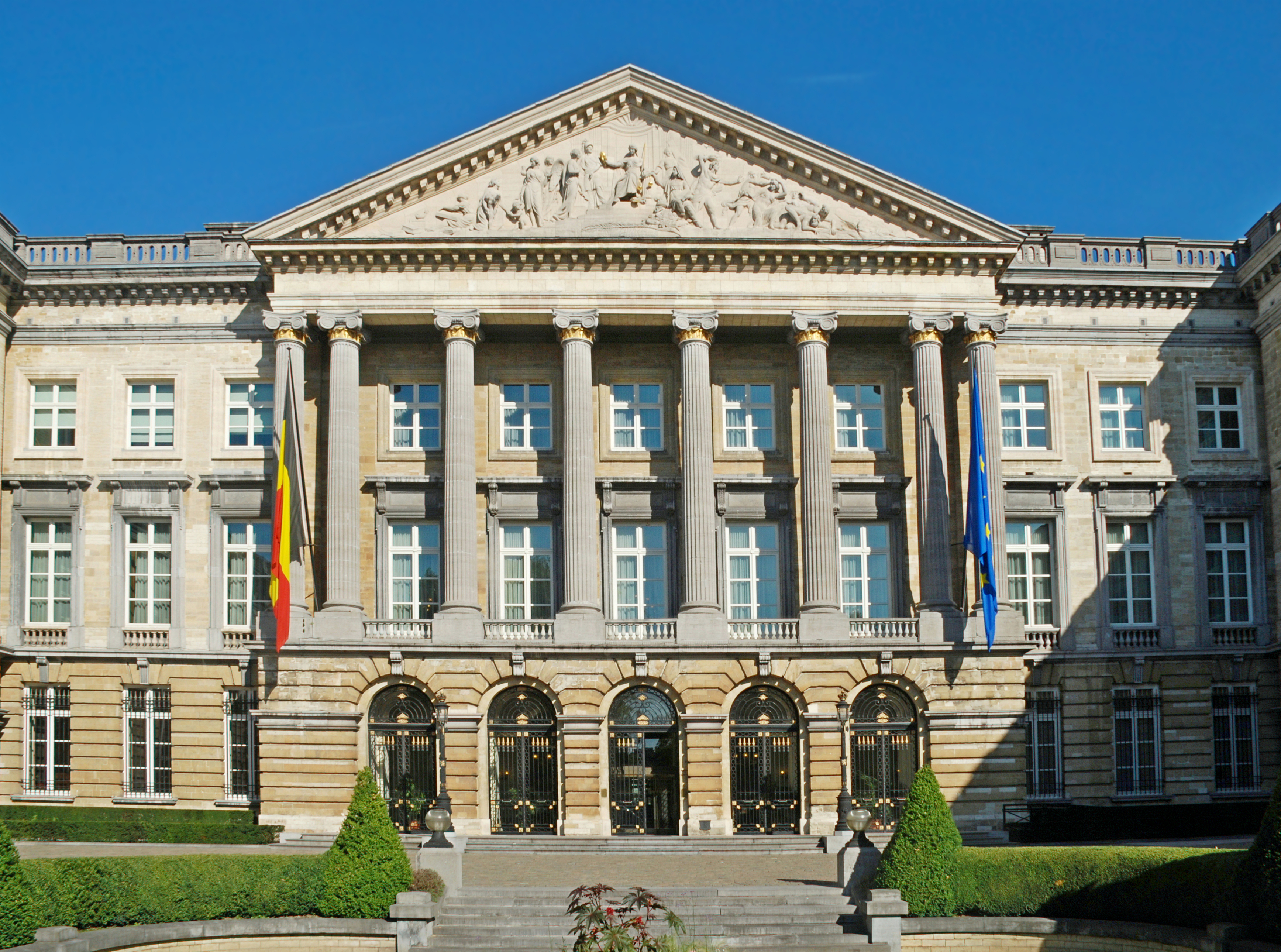
کاخ ملت، مقر پارلمان فدرال بلژیک در بروکسل

پارلمان فدرال بلژیک شامل دو مجلس است:
- مجلس نمایندگان بلژیک (هلندی: Kamer van Volksvertegenwoordigers، فرانسوی: Chambre des Représentants) با ۱۵۰ عضو که با رأی مستقیم از سوی مردم انتخاب می‌شوند.
- سنای بلژیک (هلندی: Senaat، فرانسوی: Sénat) با ۶۰ عضو که ۵۰ نفر آن‌ها توسط پارلمان‌های مناطق و جوامع و ۱۰ نفر توسط اعضای دیگر سنا منصوب می‌شوند.

با اصلاحات قانون اساسی در سال‌های ۱۹۹۳ و ۲۰۱۳، نقش سنا محدود شده‌است و تنها در مسائل خاص (همچون قانون اساسی، ساختار فدرال یا روابط بین‌المللی) نظر سنا ضروری است. بیشتر قوانین به‌صورت یک‌جانبه توسط مجلس نمایندگان تصویب می‌شوند.
هر یک از پنج نهاد فدرال (جامعه فلاندری، جامعه فرانسوی‌زبان، جامعه آلمانی‌زبان، منطقه والونی و منطقه بروکسل) نیز دارای پارلمان‌های تک‌مجلسی مستقل هستند که قوانین و مقررات ویژه‌ای در حوزه‌های مربوط به خود تصویب می‌کنند.

### قوه قضاییه
نظام قضایی بلژیک بر اساس حقوق مدنی و برگرفته از کد ناپلئون است. این نظام قابلیت بررسی قضایی قوانین مصوب را دارد. بلژیک صلاحیت دادگاه بین‌المللی دادگستری (ICJ) را به رسمیت می‌شناسد (با برخی محدودیت‌ها).
دیوان کشور (هلندی: Hof van Cassatie، فرانسوی: Cour de Cassation) عالی‌ترین مرجع قضایی بلژیک است. این دیوان با بررسی پرونده‌ها از نظر شکلی (نه ماهوی) بر اجرای صحیح قانون نظارت دارد.
قضات دیوان کشور توسط پادشاه منصوب می‌شوند و دارای سمت مادام‌العمر هستند. همچنین دادگاه قانون اساسی، شورای کشور و دادگاه‌های استیناف نیز بخشی از ساختار قضایی بلژیک محسوب می‌شوند.

## انتخابات و احزاب

### نظام انتخاباتی
انتخابات در بلژیک بر پایه نمایندگی تناسبی و فهرست باز انجام می‌شود. در انتخابات پارلمان فدرال، احزاب برای هر حوزه انتخاباتی فهرستی از نامزدها معرفی می‌کنند و رأی‌دهندگان می‌توانند:
- به کل فهرست رأی بدهند (پذیرفتن ترتیب حزب)؛
- به یک یا چند نامزد خاص در فهرست رأی دهند (رأی ترجیحی)؛
- به نامزدها یا جانشین‌های آنان رأی دهند؛
- یا رأی باطله یا سفید بدهند.

رأی‌دادن در بلژیک اجباری است و به همین دلیل، نرخ مشارکت بسیار بالاست.
انتخابات پارلمان فدرال و پارلمان‌های منطقه‌ای و جامعه‌ای هر پنج سال یک‌بار و هم‌زمان با انتخابات پارلمان اروپا برگزار می‌شود. انتخابات شهرداری‌ها و شوراهای استانی هر شش سال یک‌بار برگزار می‌شود.
آخرین انتخابات سراسری بلژیک در سال ۲۰۱۹ برگزار شد.

### احزاب سیاسی
به‌جز برخی احزاب آلمانی‌زبان، بیشتر احزاب بلژیکی یا هلندی‌زبان (فلمنکی) یا فرانسوی‌زبان هستند. تنها حزب اصلی دو زبانه در سطح ملی، حزب کارگران بلژیک (PVDA/PTB) است که گرایش چپ افراطی دارد.
هر حزب دارای نهاد پژوهشی خود برای تدوین سیاست‌ها است. تصمیم‌گیری در سطح ملی نیازمند اکثریت در دو جامعه زبانی (هلندی و فرانسوی) است و هر یک از آن‌ها می‌توانند فرآیند بررسی را به تأخیر بیندازند. این موضوع موجب پیچیدگی، کندی، و گران‌بودن فرآیندهای تصمیم‌گیری شده‌است.

#### احزاب اصلی فلمنکی
- حزب دموکرات مسیحی و فلمنکی (CD&V)
- گرون!
- ائتلاف فلامان جدید (N-VA)
- لیبرال‌ها و دموکرات‌های فلاندری (Open Vld)
- حزب سوسیال دموکرات Vooruit
- ولامس بلانگ (راست افراطی)
- حزب کارگران بلژیک (PVDA)

#### احزاب اصلی فرانسوی‌زبان
- اکولو
- DéFI
- Les Engagés (cdH)
- حزب سوسیالیست بلژیک (PS)
- جنبش اصلاح‌طلب (MR)
- حزب کارگران بلژیک (شاخه فرانسوی حزب کارگران)

#### احزاب آلمانی‌زبان
- حزب سوسیال مسیحی (CSP)
- حزب آزادی و پیشرفت (PFF)
- ProDG
- Vivant

#### نتایج آخرین انتخابات و تشکیل دولت
در انتخابات فدرال ۲۰۱۹، فضای سیاسی بلژیک بار دیگر تکه‌تکه و قطبی بود. در منطقه فلاندر، احزاب راست‌گرا مانند N-VA و ولامس بلانگ رشد کردند، در حالی که در والونیا احزاب چپ‌گرا مانند PS و PTB جایگاه خود را حفظ کردند. در بروکسل نیز احزاب محیط‌زیست و چپ عملکرد خوبی داشتند.
تشکیل دولت به دلیل تقسیمات زبانی و سیاسی پیچیده، بیش از ۱۶ ماه طول کشید و دولت جدید به رهبری الکساندر دی کرو (Open Vld) سرانجام در اکتبر ۲۰۲۰ شکل گرفت. این دولت از ائتلاف ۷ حزب از دو جامعه زبانی اصلی تشکیل شد.

### اتحادیه‌های کارگری
بلژیک کشوری با سطح بالای سازماندهی اتحادیه‌ای است. بیش از ۵۰٪ از کارکنان بخش خصوصی و خدمات عمومی عضو یکی از اتحادیه‌های کارگری هستند. این اتحادیه‌ها نقش سیاسی گسترده‌ای دارند و در موضوعاتی چون آموزش، امور مالی، حفاظت از محیط زیست، حقوق زنان و مسائل اجتماعی فعال هستند.
سه اتحادیه اصلی عبارتند از:
- کنفدراسیون اتحادیه‌های کارگری مسیحی (CSC/ACV): بزرگ‌ترین اتحادیه با بیش از ۱٫۷ میلیون عضو. تأسیس در سال ۱۹۱۲، با گرایش مسیحی و تمرکز بر عدالت اجتماعی.
- فدراسیون عمومی کارگران بلژیک (FGTB/ABVV): اتحادیه‌ای با ریشه‌های سوسیالیستی، فعال در مناطق صنعتی والون، و دارای ۱٫۲ میلیون عضو.
- کنفدراسیون لیبرال اتحادیه‌های کارگری بلژیک (CGSLB/ACLVB): کوچک‌ترین اتحادیه اصلی، با حدود ۲۳۰٬۰۰۰ عضو.

این اتحادیه‌ها خدماتی از جمله مدیریت کمک‌های بیکاری، مشاوره حقوقی و نمایندگی کارکنان در شوراهای محل کار را ارائه می‌دهند.

## تقسیمات زبانی
زبان در بلژیک نقش بسیار مهمی در سیاست و ساختار حکمرانی دارد. بلژیک به سه جامعه زبانی تقسیم شده‌است:
- جامعه فلمنکی (هلندی‌زبان)
- جامعه فرانسوی‌زبان
- جامعه آلمانی‌زبان

همچنین سه منطقه اقتصادی نیز وجود دارد:
- فلاندر
- والونیا
- منطقه پایتخت بروکسل

مرزهای زبانی در سال ۱۹۶۲ رسمیت یافتند، ولی تنش‌های سیاسی میان جوامع همچنان باقی مانده‌اند. اختلافات سیاسی میان فلمنگ‌ها و فرانسوی‌زبانان، به‌ویژه در زمینه‌های اقتصادی و مدل دولت رفاه، همچنان یکی از چالش‌های اصلی سیاست بلژیک است.
در دهه‌های اخیر، اختلافات فرهنگی و سیاست‌های اقتصادی بیش از گذشته جای اختلافات صرفا زبانی را گرفته‌اند. فلمنگ‌ها بیشتر گرایش به اقتصاد آزاد و کاهش مالیات دارند، در حالی که فرانسوی‌زبانان از نقش گسترده‌تر دولت حمایت می‌کنند.